# Ilie Ștefan
Ilie Ștefan (n. 1 septembrie 1928, Turburea, județul Gorj – d. 22 decembrie 2014, Constanta) a fost un amiral din Armata Română, care a condus Școala Superioară de Ofițeri de Marină din Constanța între 1961-1972 și 1973-1980.

## Biografie
Ilie Ștefan s-a născut la 1 septembrie 1928 în localitatea Turburea din județul Gorj.
A urmat cursurile Școlii de Ofițeri de Marină din Constanța (1947-1949). După absolvirea Școlii de Ofițeri, a fost înaintat la gradul de sublocotenent (mai 1949) și a îndeplinit funcțiile de ofițer cu navigația pe Escortorul Zmeul (mai 1949 - decembrie 1950) și comandant de șalupă la Forța Navală Maritimă (decembrie 1950 - iunie 1951). În decembrie 1949 a primit gradul de locotenent. A urmat apoi cursurile de comandanți de navă (1949, 1951), fiind numit comandant secund la Dragorul de Bază 11 (iulie 1951 - decembrie 1952) și apoi comandant al submarinului „Delfinul” S - 1 (decembrie 1952 - ianuarie 1955). În această perioadă a fost înaintat la gradele de locotenent major (aprilie 1952), căpitan locotenent (decembrie 1952) și căpitan de rangul 3 (iulie 1954).
După absolvirea cursului academic superior de pe lângă Academia Militară Generală (1956), a fost numit șef de Stat Major al Brigăzii 214 Apărarea Raionului Maritim (august - octombrie 1956), comandant al Divizionului 319 Vedete torpiloare (octombrie 1956 - ianuarie 1959), șef de stat major al Flotilei de Dunăre (ianuarie 1959 - martie 1960) și comandant al Brigăzii 33 Dragaj (martie 1960 - mai 1961). În august 1958 a fost înaintat la gradul de căpitan de rangul 2.
Căpitanul de rangul 2 Ilie Ștefan a fost numit în mai 1961 în funcția de comandant al Școlii Superioare de Ofițeri de Marină din Constanța, a cărei conducere a deținut-o până în anul 1980, cu excepția perioadei decembrie 1972 - august 1973 când a fost comandant al Institutului de Marină Civilă. În acest timp, a fost înaintat la gradul de căpitan de rangul 1 (august 1964), i-au fost echivalate studiile la Școala Superioară de Ofițeri de Marină în 1966 și a urmat cursul seral al Facultății de Energetică din cadrul Institutului Politehnic București (absolvit în 1969). În mai 1971 a fost înaintat la gradul de contraamiral (echivalent actual cu cel de contraamiral de flotilă).
În ianuarie 1981, contraamiralul Ilie Ștefan a fost numit în funcția de comandant al Centrului de Scafandri, îndeplinind această funcție timp de 9 ani. După Revoluția din decembrie 1989, a fost numit la 30 decembrie 1989 în funcția de locțiitor al comandantului Marinei Militare. A fost trecut direct în retragere la 7 mai 1990 .
Prin Decretul nr.207 din 31 mai 2000, contraamiralul în retragere Ilie Ștefan a fost înaintat la gradul de viceamiral (echivalent actual cu gradul de contraamiral, cu 2 stele) . În prezent, el este președintele al Ligii Navale Române, filiala Constanța. La data de 13 august 2007 a fost avansat la gradul de viceamiral în retragere (cu 3 stele) .
La data de 18 martie 2008, în semn de apreciere pentru rezultatele remarcabile obținute în activitatea profesională și a înaltului profesionalism dovedit în îndeplinirea misiunilor încredințate, i s-a conferit Ordinul Virtutea Maritimă în grad de Cavaler, cu însemn pentru militari .
Pe 22 decembrie 2014, la vârsta de 86 de ani, s-a stins din viață.
Anual, în cadrul campionatului național de yachting se organizează de către Clubul de Yachting STIINȚA în colaborare cu Clubul Amiralilor, regata CUPA BRICUL MIRCEA - Memorial amiral Ilie Ștefan.